# Svenska mästerskapen i fälttävlan 2010
Svenska mästerskapen i fälttävlan 2010 avgjordes i Ribersborg. Tävlingen var den 60:e upplagan av Svenska mästerskapen i fälttävlan.

## Resultat
| Placering | Ryttare         | Häst         |
| --------- | --------------- | ------------ |
| 1         | Niklas Lindbäck | Mister Pooh  |
| 2         | Katrin Norling  | Pandora Emm  |
| 3         | Malin Larsson   | Piccadilly Z |